# Antilope

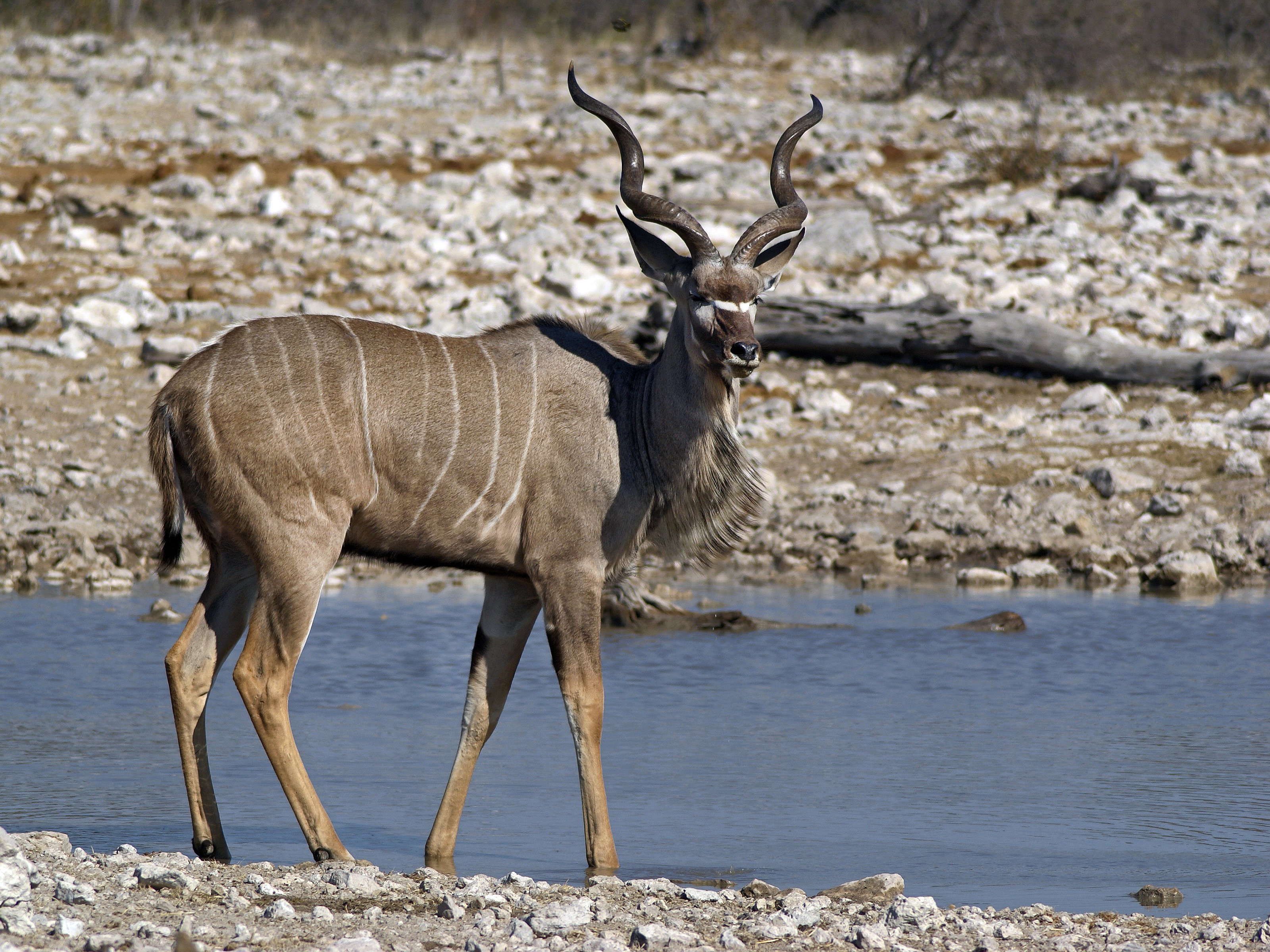
Kudu

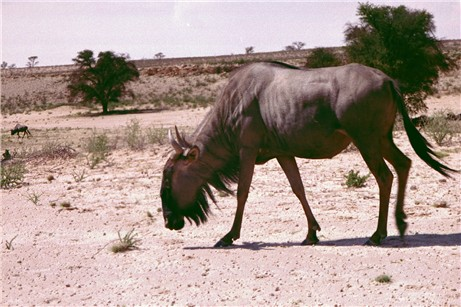
Streifengnu

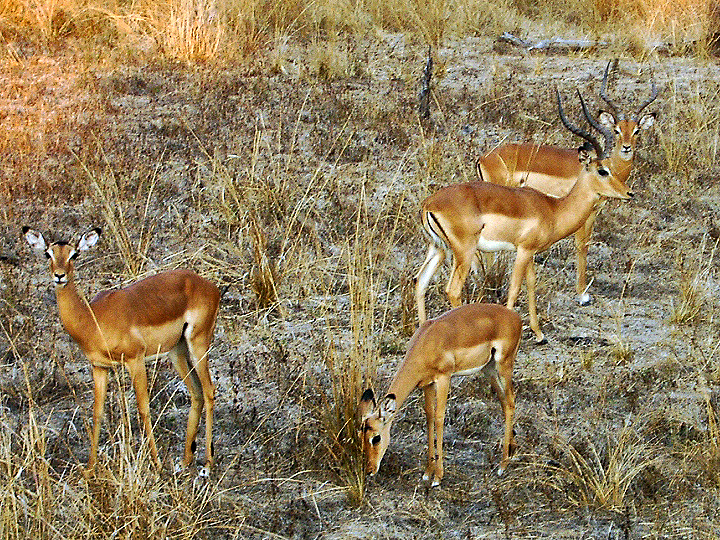
Impalas

Antilope(n) ist eine gebräuchliche Sammelbezeichnung für mehrere zum Teil nicht näher miteinander verwandte Arten der Hornträger (Bovidae).

## Bedeutung
Der Begriff ist ein sogenanntes Papierkorb-Taxon und wird daher in der biologischen Taxonomie nicht verwendet. Vielmehr dient er als alltagssprachliche Sammelbezeichnung der vorwiegend wildlebenden Hornträger Afrikas und Asiens in Abgrenzung zu den traditionell domestizierten Arten der Hornträger. Die verschiedenen Antilopen bilden jedoch keine stammesgeschichtliche und damit auch keine systematische Einheit. Sie stellen die Mehrheit der über 100 Arten der Hornträger.
Da der Begriff nicht wissenschaftlich ist, finden sich verschiedene Definitionen. In der Regel versteht man unter Antilopen alle Hornträger, die nicht zu den Ziegenartigen (Caprinae), welche vor allem Schafe und Ziegen umfassen, oder den Rindern (Bovini) gehören. Antilopen sind demnach die Ducker, die Bovinae ohne die Rinder, die Kuhantilopen, die Pferdeböcke, die Reduncinae, die Aepycerotinae und die Gazellenartigen. Zur weiteren Untergliederung dieser Taxa siehe Hornträger.
Der Duden definiert die Antilope als in Afrika und Asien vorkommendes, in Herden lebendes Säugetier von unterschiedlicher Größe mit schlankem Körper und gekrümmten oder geringelten Hörnern. Bei einigen Arten tragen die Weibchen allerdings keine Hörner.
Der in Nordamerika vorkommende Gabelbock ähnelt äußerlich den Antilopen Afrikas und Asiens. Er wird daher manchmal als „amerikanische Antilope“ oder „Gabelhornantilope“ bezeichnet, gehört jedoch nicht zu den Hornträgern.

## Fabelwesen

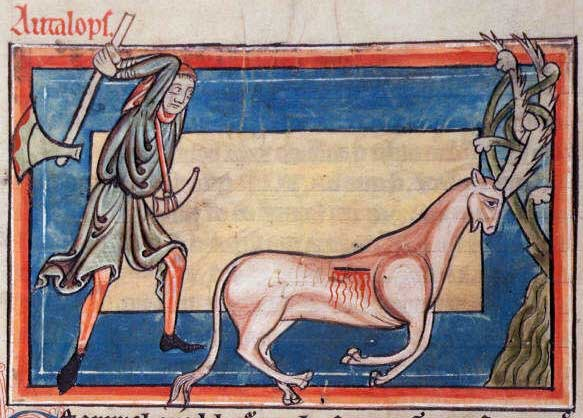
Darstellung der Antilope im Harvey-Bestiarium (um 1240)

Das Wort „Antilope“ (über lateinisch. antalopus von griechisch. ἀνθόλοψ ) wird erst seit der frühen Neuzeit in seinem heutigen Sinn gebraucht, in antiken und mittelalterlichen Bestiarien bezeichnete es ein wildes, auch Antholops genanntes, Fabelwesen, das an den Ufern des Euphrats lebe. Es sei so flink, dass kein Jäger es stellen könne, seine Hörner seien scharf wie Sägen, und das Tier in der Lage, damit Bäume zu fällen. Jedoch verfange  es sich manchmal mit den Hörnern im Gestrüpp, nur dann könne es erlegt werden.
Diese fabelhafte Antilope fand im Mittelalter in die Heraldik Eingang. Als Wappentier zierte sie etwa das Siegel der englischen Könige Heinrich IV., V. und VI.